# 乾坤弁説
『乾坤弁説』（けんこんべんせつ、乾坤辨説）は、江戸時代前期の万治2年（1659年）頃成立した、西洋天文学・宇宙論の概説書。転びバテレンの沢野忠庵ことクリストヴァン・フェレイラ、通詞の二代目西吉兵衛こと西玄甫、肥前国儒医の向井元升、以上の3人により制作された。全4巻。
伝本によっては『天文沙汰弁解』『四大全書』『弁説南蛮運気書』とも題される。

## 成立経緯・内容
まずフェレイラが西洋の天文学書（詳細無記）をローマ字和訳し、その訳稿を西玄甫が読み上げ、その読み上げを向井元升が筆録しつつ、詳細な「弁説」（注解・批評）を付して作られた。玄甫と元升は、長崎奉行の甲斐庄正述の命を受けてこの仕事を行っていた。
フェレイラが用いた原著については諸説あり、クリストファー・クラヴィウス著『サクロボスコ天球論注解』(羅: In sphaeram Joannis de Sacrobosco commentarius) とも、ペドロ・ゴメス著『天球論』(De sphaera) とも、またはどちらも含むともされる。
内容としては、アリストテレス＝プトレマイオス型の宇宙論、すなわち天動説、天球説、四元素説、気象学などを扱う。図版もいくつか載せる。
元升は「弁説」のなかで、蛮人は「理気・陰陽を知らず」として、宋学的な立場から西洋の学問を批評していた。

## 受容
本書は西洋天文学の情報源として、写本の形で伝えられ、幕末まで読まれ続けた。しかしながら、近い内容を扱う『天経或問』ほどには普及しなかった。
1914年（大正3年）に、国書刊行会刊『文明源流叢書』の一部として翻刻された。
1950年代から1960年代には、上記のクラヴィウス説をとる今井溱と、ゴメス説をとる尾原悟の間で論争が起こり、伊東俊太郎が仲裁を務めた。

## 関連文献
- 平岡隆二「沢野忠庵・向井元升・西玄甫 南蛮と紅毛のはざま」、ヴォルフガング・ミヒェル・鳥井裕美子・川嶌眞人共編『九州の蘭学 ─ 越境と交流』思文閣出版、2009年、3-11頁。ISBN 4784214100
- 平岡隆二『南蛮系宇宙論の原典的研究』花書院、2013年。ISBN 978-4905324485